# Steel Fist
Steel Fist - debiutancki minialbum polskiej grupy heavymetalowej Panzer X. Wydawnictwo ukazało się 6 lutego 2006 roku nakładem wytwórni muzycznej Metal Mind Productions. Oprawę graficzną albumu przygotował Wojciech Błasiak współpracujący dotychczas z grupą Moonspell.

## Lista utworów
Źródło.
1. "Panzer Attack!!!" (muz. Wiwczarek; sł. Wiwczarek) - 04:12
2. "Steel Fist" (muz. Wiwczarek; sł. Wiwczarek) - 03:51
3. "Feel My X" (muz. Wiwczarek; sł. Wiwczarek) - 03:37
4. "In Memory..." (muz. Wiwczarek; sł. Wiwczarek) - 02:31
5. "Riding on the Wind" (Judas Priest cover) - 03:22 (w rzeczywistości utwór nie pojawił się na EPce)
6. "Paint It Black" (The Rolling Stones cover) - 03:20

## Twórcy
| - Piotr "Peter" Wiwczarek - gitara rytmiczna, wokal wspierający, produkcja muzyczna - Grzegorz Kupczyk - wokal prowadzący - Marek Pająk - gitara prowadząca - "Mr. X" - gitara basowa - Witold "Vitek" Kiełtyka - perkusja |  | - Wojciech i Sławomir Wiesławscy - mastering - Szymon Czech - inżynieria dźwięku, miksowanie - Wojtek Błasiak - okładka - Jacek Wiśniewski - oprawa graficzna |